# エリーザベト・クリスティーネ・フォン・ブラウンシュヴァイク＝ヴォルフェンビュッテル (1746-1840)
エリーザベト・クリスティーネ・ウルリケ・フォン・ブラウンシュヴァイク＝ヴォルフェンビュッテル（Elisabeth Christine Ulrike von Braunschweig-Wolfenbüttel, 1746年11月9日 - 1840年2月18日）は、プロイセン王フリードリヒ・ヴィルヘルム2世の最初の妃。夫の即位以前に結婚を解消されたため、王妃にはならなかった。

## 生涯
ブラウンシュヴァイク＝ヴォルフェンビュッテル侯カール1世とその妃であったプロイセン王女フィリッピーネの三女として生まれた。プロイセン王フリードリヒ2世の王妃で同名のエリーザベト・クリスティーネは父方の叔母に当たる。
1765年7月、当時プロイセン王子だった従兄のフリードリヒ・ヴィルヘルムと結婚した。フリードリヒ・ヴィルヘルムとの間に1女をもうけた。
- フリーデリケ・シャルロッテ（1767年 - 1820年） - イギリス王子、ヨーク・オールバニ公フレデリックと結婚

1769年、エリーザベトの不義密通を理由としてエリーザベトとフリードリヒ・ヴィルヘルムの結婚は解消された。エリーザベトはシュテッティンの自邸に押し込められ、1840年に93歳の高齢で死去するまでの71年間囚われの身で過ごした。